# ウーアルカイシ
ウーアルカイシ（ウイグル語: ئۆركەش دۆلەت Örkesh Dölet、吾爾開希、1968年2月17日-）は1989年の六四天安門事件学生指導者で中華人民共和国の民主活動家。ウイグル族。ウイグル語名は「エルケシュ・デレット」。日本でも中国語式に「ウーアルカイシ」と呼ぶことが多いが、原音尊重で「ウルケシ」と表記する場合もある。ウアルカイシの表記も報道などではよく用いられている。

## 人物
高級幹部の子弟で、北京師範大学に学んでいたが、北京大学の王丹らとともに1989年の学生運動で指導者となり、当時の中華人民共和国の李鵬首相とも面会した。学生運動指導者の中では穏健派である。同年6月4日の六四天安門事件の学生デモが武力で鎮圧された後、いち早く香港に逃れ、フランスに亡命した。日本のテレビ番組で柴玲と共に中華人民共和国の武力鎮圧を非難していた映像があった。
その後、アメリカのハーバード大学やカリフォルニア州のドミニカン大学で授業を取った後、中華民国（台湾）に移住、台中市に居を定めた。テレビのアンカーマンや政治評論家として活躍し、2004年の中華民国立法委員選挙にも出馬したが、落選した。
現在は当時の学生運動指導者が中華人民共和国に帰国できるよう呼びかけている。事件から20年の節目を迎えた2009年6月4日には出頭するために台湾からマカオ経由で中華人民共和国に入国しようとして拒否され、送還を通告された。
2010年6月4日にはウーアルカイシと名乗る男性が東京都港区にある駐日中華人民共和国大使館の前で仲間と共に抗議活動を行い、突然柵を乗り越えて大使館の敷地内に侵入し、その場で麻布警察署に建造物侵入の現行犯で逮捕された。二日後の6日に釈放された。
2010年にノーベル平和賞を受賞した民主活動家の劉暁波の教え子でもあり、受賞式典に服役中の劉本人は出席できないため代理出席するのではという推測も流れていたが、実際には空席のまま式典が執り行われた。
2014年に台湾でひまわり学生運動が起こると、王丹とともに学生が占拠する立法院を訪れた。
2016年アメリカ合衆国大統領選挙に出馬した共和党のドナルド・トランプ大統領候補が天安門事件の弾圧を肯定するかのような過去の発言をCNNのテレビ討論会で追及を受けて天安門事件を「暴動」と表現した際に、ウーアルカイシは、トランプを「アメリカの価値観の敵」であるとして王丹、魏京生ら他の民主化運動家とともに抗議を行っている。